# Isabel de Dinamarca (1524-1586)
Isabel de Dinamarca (Dinamarca, 14 de agosto de 1524 - 15 de agosto de 1586), princesa de Dinamarca y Duquesa Consorte de Mecklemburgo-Güstrow a través de su matrimonio con Ulrico III de Mecklemburgo-Güstrow. Hija del rey Federico I de Dinamarca y de Sofía de Pomerania.

## Primeros años
Isabel fue la mayor de las hijas del rey Federico I de Dinamarca y de su segunda esposa, la reina Sofía de Pomerania. Fue criada en la corte real de su medio hermano Cristián III, y era considerada amable, sensible, religiosa y una belleza extraordinaria. 

## Matrimonios e hijos
En 1542, se la comprometió en matrimonio con el duque Magnus III de Mecklemburgo-Schwerin (1509-1550), y se casaron el 26 de agosto de 1543. El matrimonio no tuvo hijos y Magnus murió en 1550. Isabel se vio obligada a regresar a Dinamarca y permaneció allí hasta su segundo matrimonio en 1556. 
Se volvió a casar en 1556 con el duque Ulrico III de Mecklemburgo-Güstrow. La relación entre ellos era feliz y ambos se amaban mutuamente. Tuvieron una hija: 
- Sofía de Mecklemburgo-Güstrow (1557-1631), se casó con el rey Federico II de Dinamarca.

## Últimos años y muerte
Isabel visitaba frecuentemente la corte de Dinamarca, y también a su cuñada la exreina Dorotea de Sajonia-Lauenburgo. Después de que su hija se convirtiera en reina de Dinamarca en 1572, sus visitas a Dinamarca se hicieron más largas. Murió durante el regreso de una de sus visitas en 1586, a los 62 años de edad.